# Università McGill
L'Università McGill (in inglese McGill University, in francese Université McGill) è un'università pubblica con sede a Montréal, in Canada. I corsi si tengono in lingua inglese.
L'Università McGill possiede una delle più prestigiose scuole di medicina a livello mondiale che è eccellenza assoluta nella ricerca e nelle scienze neurologiche.

## Storia
Fondata nel 1821 da James McGill, un mercante di Montréal, oggi l'Università McGill è considerata una delle maggiori del Canada e dell'intera zona nordamericana.
Nel 2013 fu presentato il BigBRAIN un atlante anatomico in 3D, progetto in cui l'università partecipò alla sua realizzazione insieme ad un ateneo tedesco.

## Sport universitario
Il campus principale dell'Università McGill è situato nel centro di Montréal, ai piedi del Monte Royal che si erge nella metropoli quebecchese. L'università è rappresentata a livello sportivo da due squadre, i McGill Redmen (maschile) e i McGill Martlets (femminile).

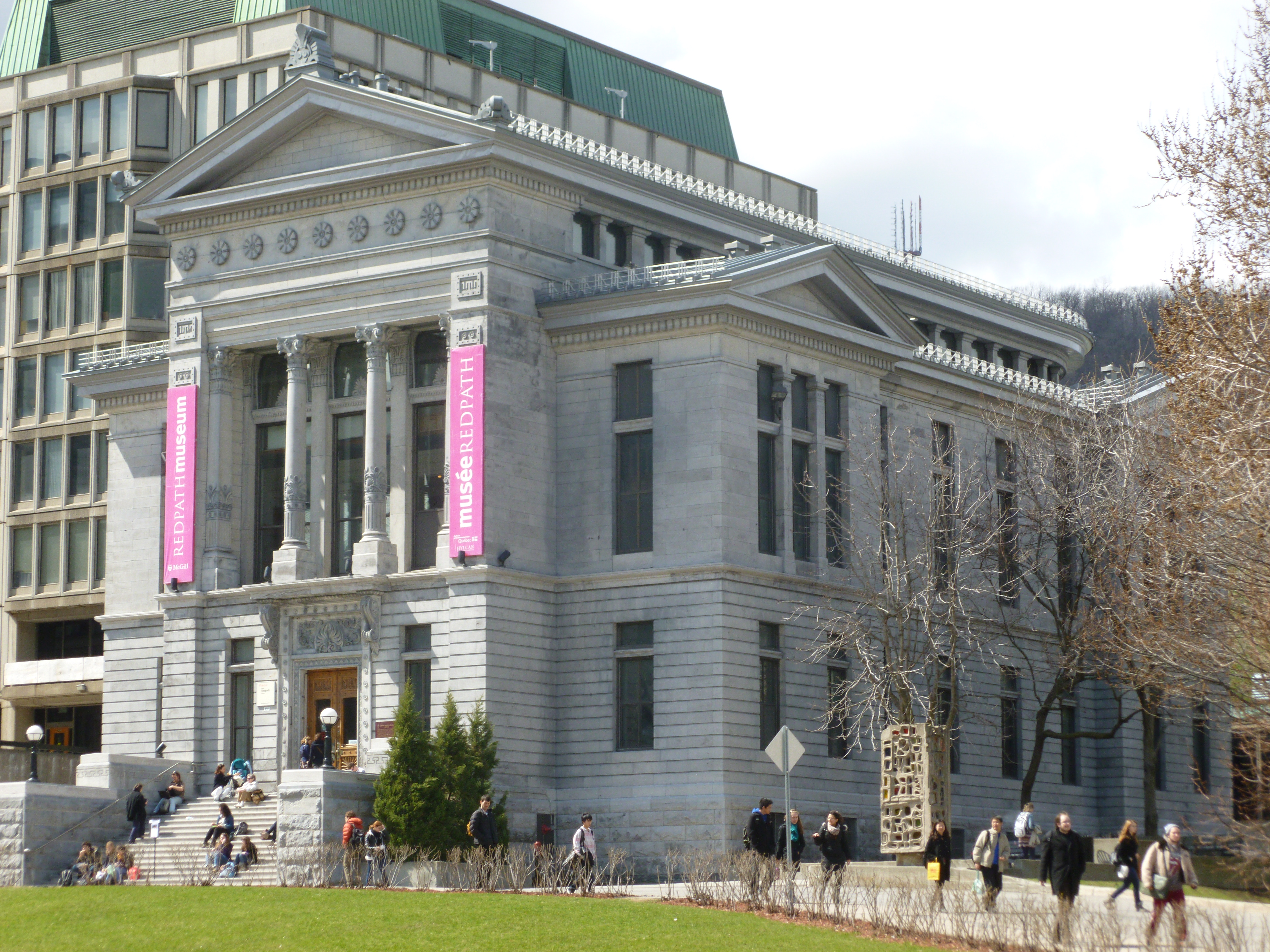
Redpath Museum